# Sent Circ de las Champanhas
Sent Circ las Champanhas (en francès Saint-Cyr-les-Champagnes) és un municipi francès situat al departament de la Dordonya i a la regió de la Nova Aquitània.

## Demografia
| 1962                                       | 1968 | 1975 | 1982 | 1990 | 1999 | 2007 |
| ------------------------------------------ | ---- | ---- | ---- | ---- | ---- | ---- |
| 519                                        | 457  | 380  | 339  | 313  | 295  | 276  |
| Des de 1962: població sense dobles comptes |      |      |      |      |      |      |

## Administració
| Període   | Identitat         | Partit |
| --------- | ----------------- | ------ |
| 1990-2008 | Daniel Pichon     |        |
| 2008-     | Alain Pierrefitte |        |